# Paraliparis leucogaster
Paraliparis leucogaster är en fiskart som beskrevs av Andriashev, 1986. Paraliparis leucogaster ingår i släktet Paraliparis och familjen Liparidae. Inga underarter finns listade i Catalogue of Life.